# 姫神山 (岩手県)
姫神山（ひめかみさん）は、岩手県盛岡市にある山である。独立峰でピラミッド型をした山容が特徴である。山頂には一等三角点がある。日本二百名山、新・花の百名山の1つである。

## 概要
標高1123.8 m。山麓の渋民村（現・盛岡市渋民）出身の歌人石川啄木がこよなく愛したことで知られる。火山ではなく、非火山性の古成層を貫く花崗岩から構成される残丘である。
山頂からの眺めはよく360度開けていて岩手山や早池峰山、七時雨山などが見える。この山から眺める岩手山は形が整っており"南部富士"に相応しい山容をしている。

## 伝承
征夷大将軍坂上田村麻呂が東征の折、立烏帽子神女を祀ったのが始まりとされる。立烏帽子神女は、京の都を荒らした鬼を退治した際、田村麻呂の守護となった姫神とされる。
また姫神山と岩手山は夫婦であったが、早池峰山に心変わりした夫の岩手山は妻の姫神山を目の届かぬところに送り届けるよう送瀬に命じるも、姫神山の未練の深さに送瀬は送るのを途中で止めてしまう。これに激怒した岩手山は送瀬の首を刎ね怒り狂って噴火を繰り返した。のちに岩手山は己の所業を悔い、刎ねた首を傍らに置いたと言われその首が鞍掛山で、送瀬は今の送仙山と言われている。

## 登山
一本杉口、こわ坂口、田代口、城内口からの4本の登山道が存在し、最もポピュラーなのは一本杉口からのコースである。

## ギャラリー

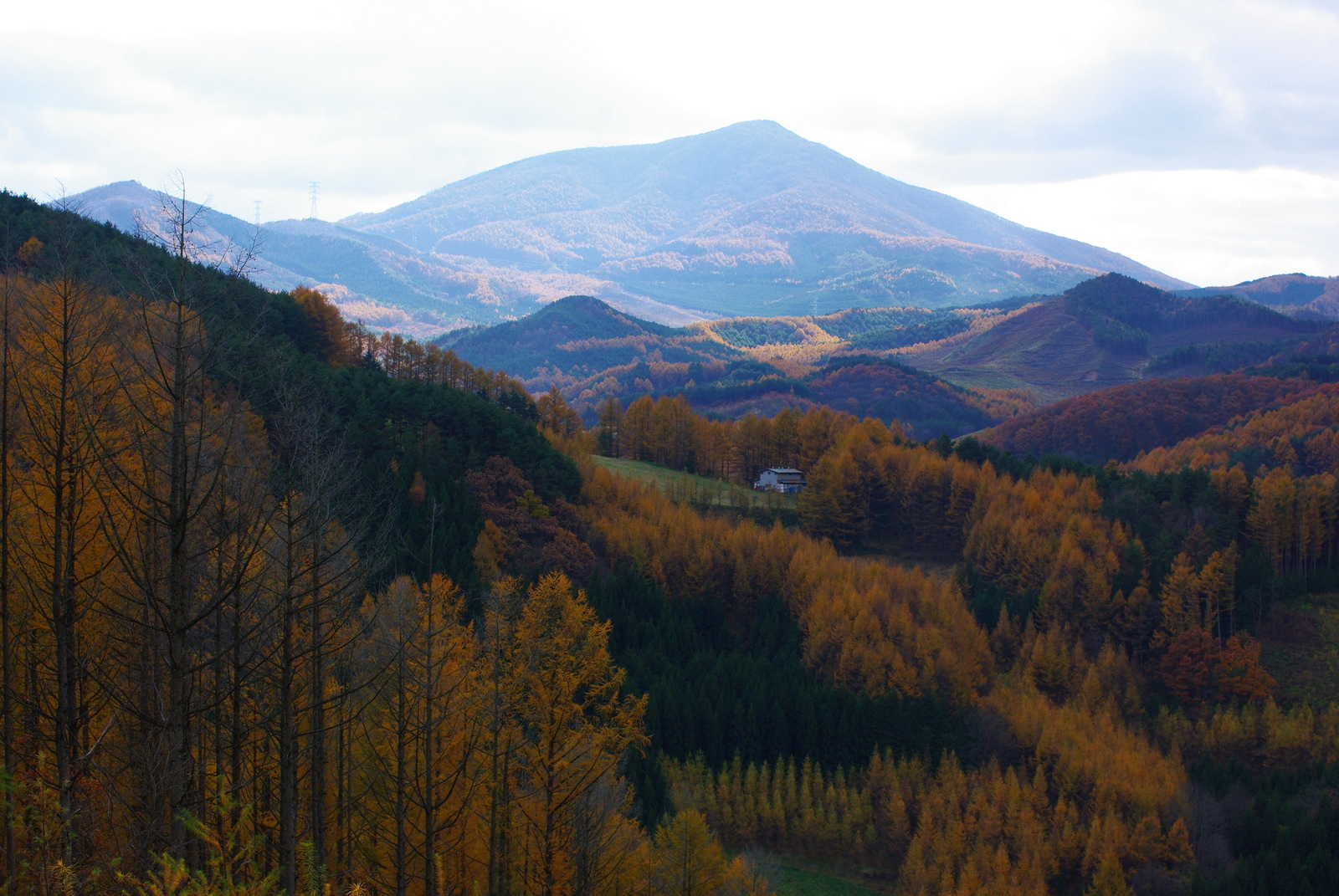
北微東から
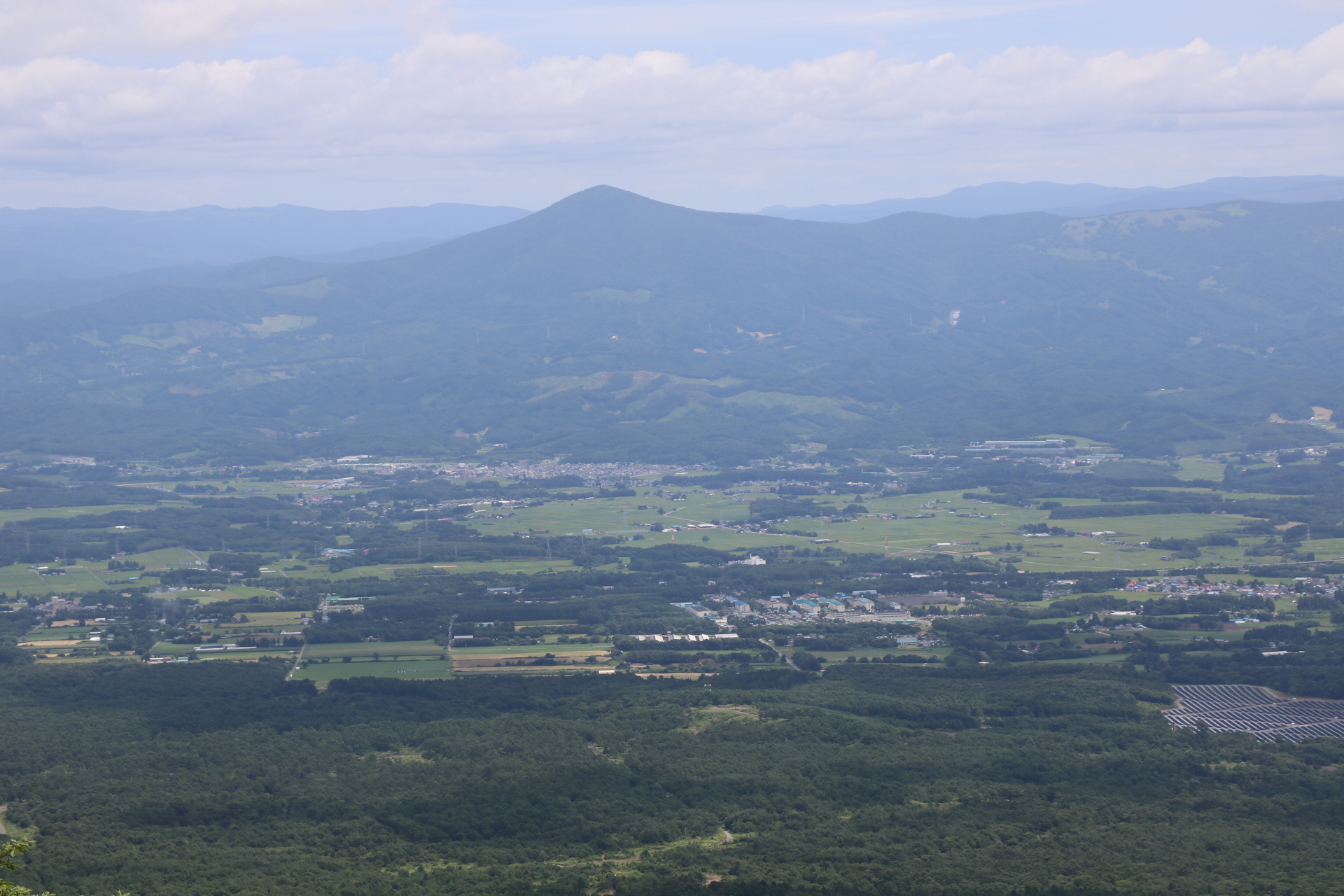
岩手山柳沢コース中腹付近から望む
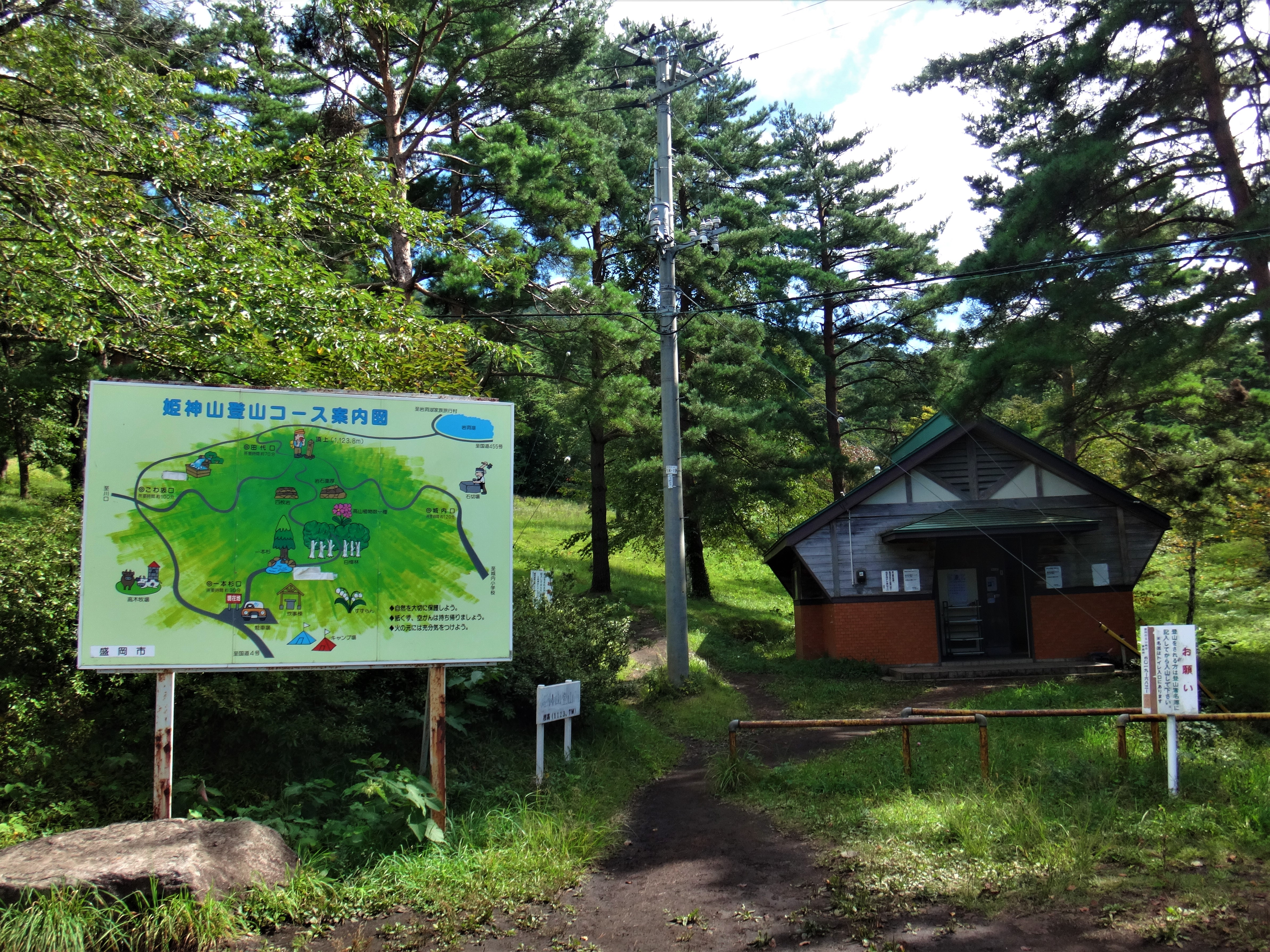
一本杉登山口
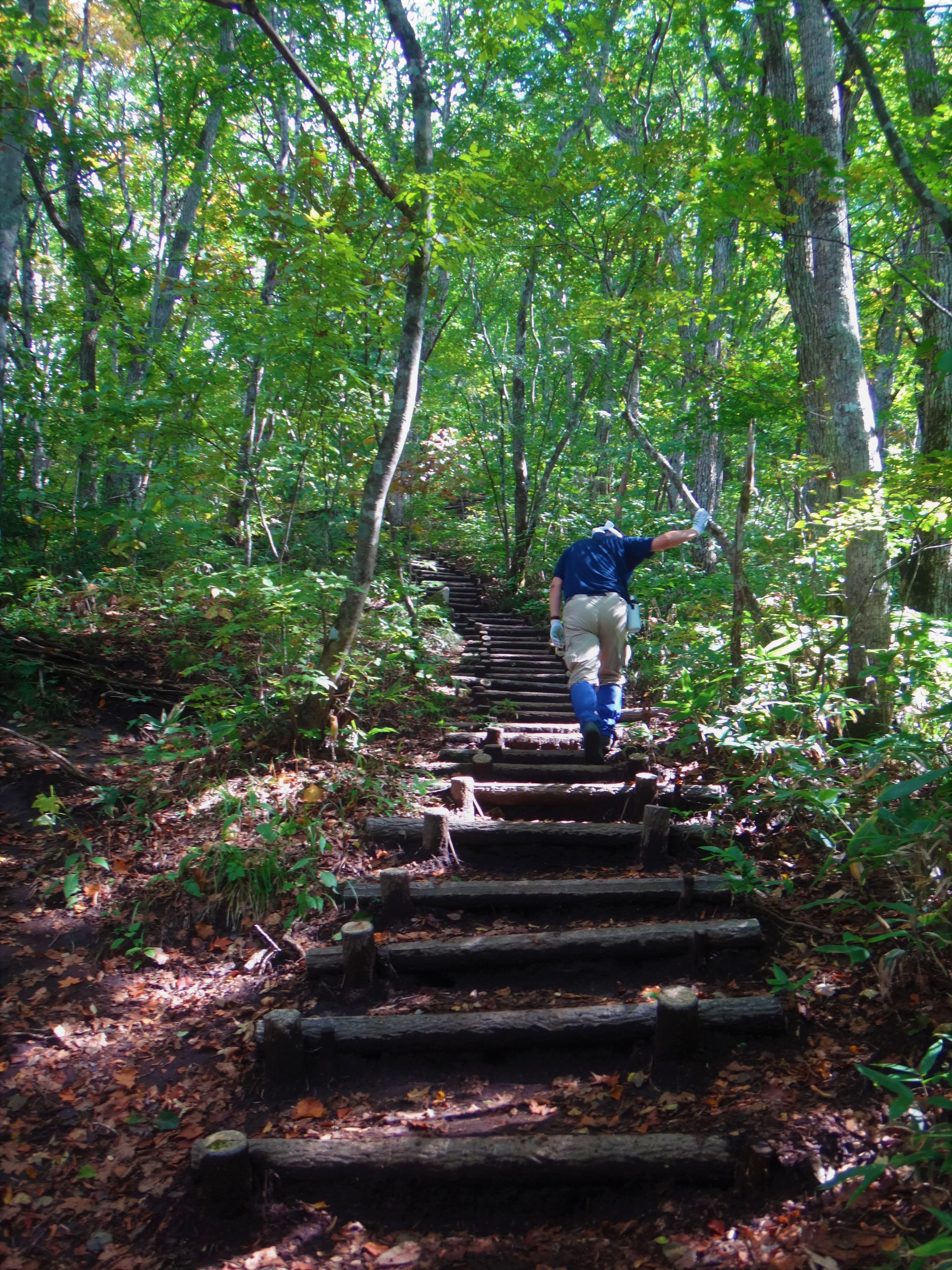
ざんげ坂
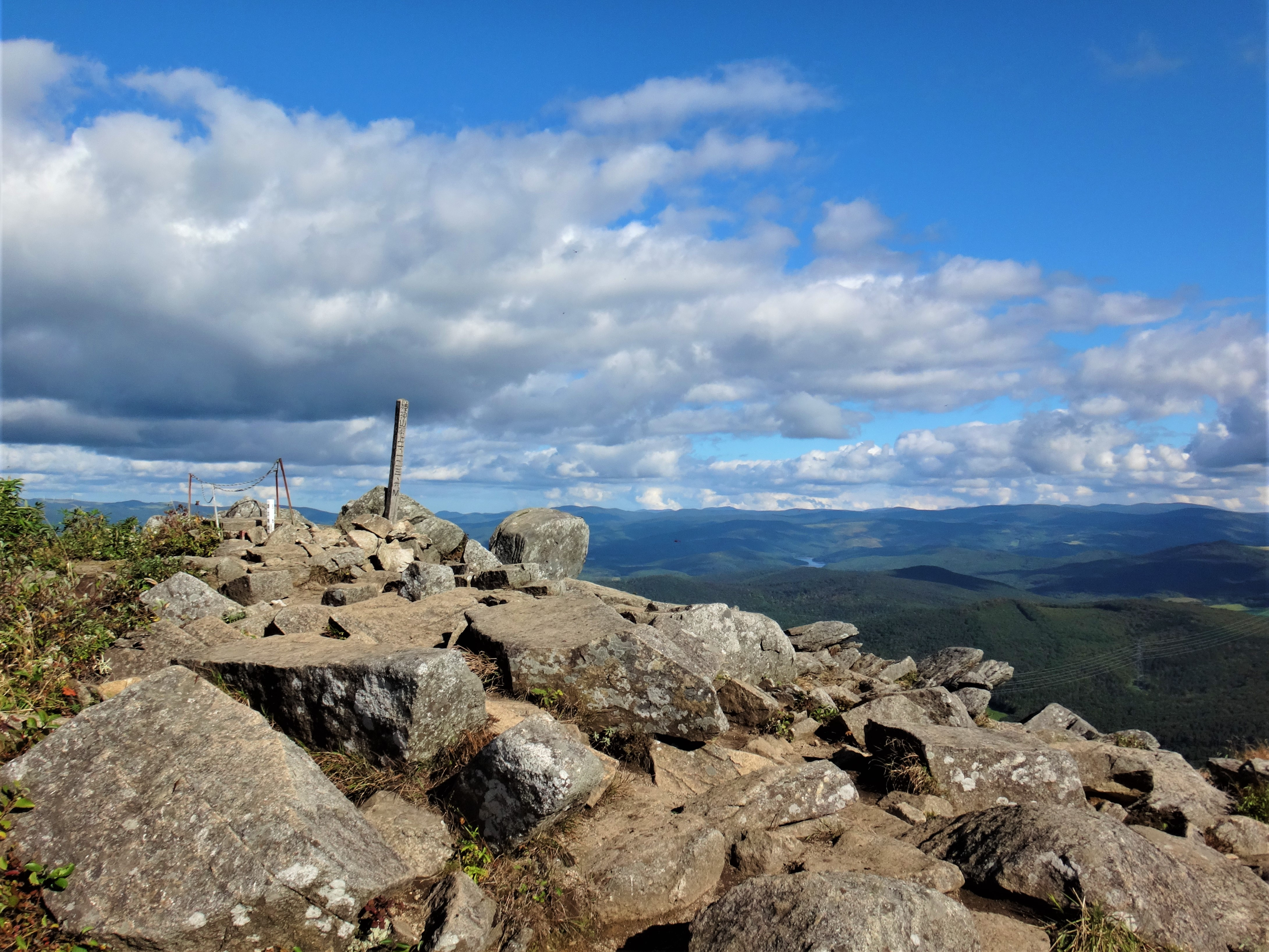
姫神山山頂
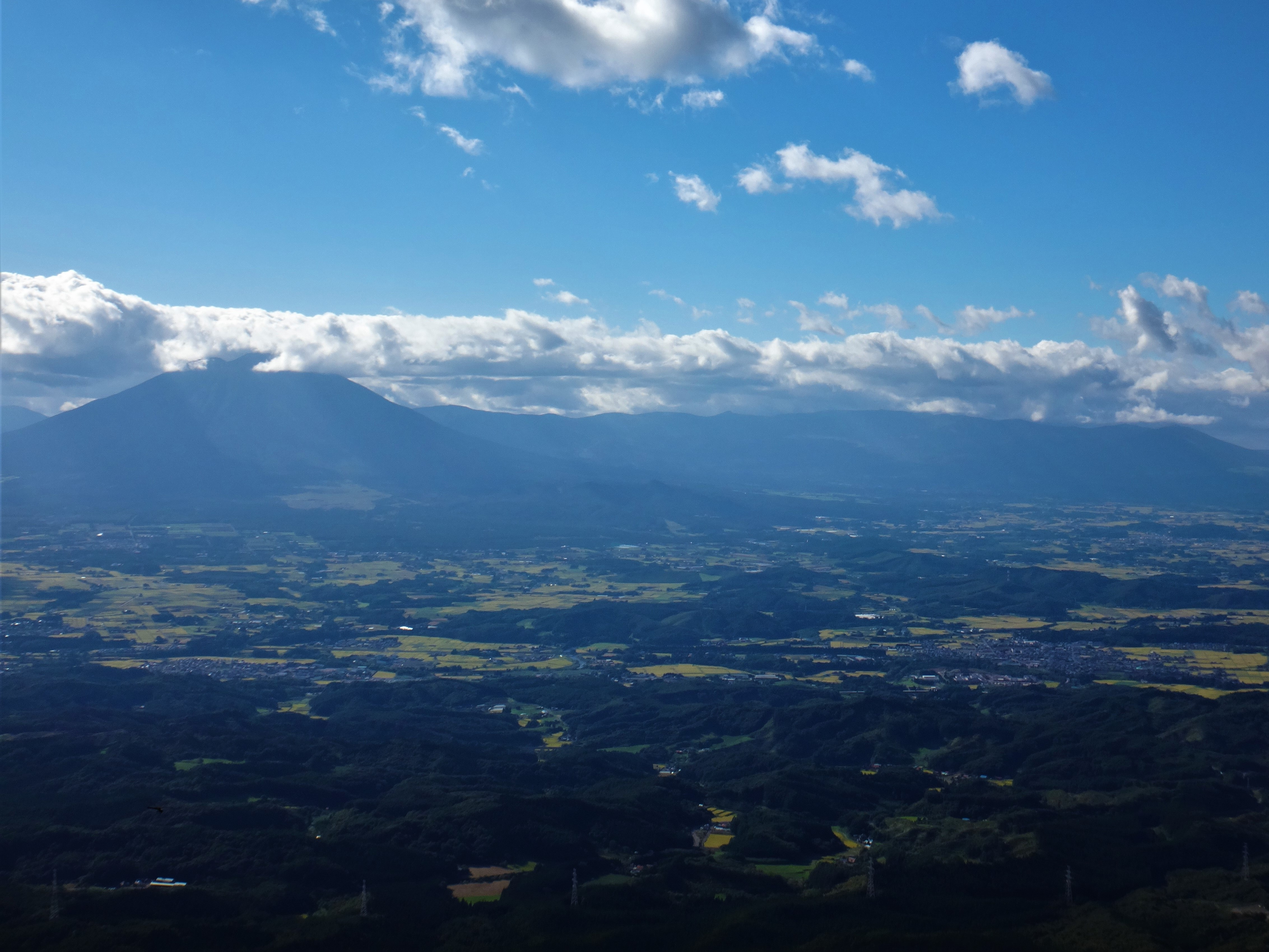
姫神山から岩手山と八幡平を望む